# Melanochlamys diomedea
Melanochlamys diomedea är en snäckart som först beskrevs av Bergh 1894.  Melanochlamys diomedea ingår i släktet Melanochlamys och familjen Aglajidae. Inga underarter finns listade i Catalogue of Life.